# Crassispira integra
Crassispira integra é uma espécie de gastrópode do gênero Crassispira, pertencente a família Pseudomelatomidae.